# 나희경의 공연 목록
다음은 대한민국의 가수 나희경이 개최, 참여한 공연 또는 콘서트에 대한 내용이다.

## 단독 콘서트
- 2011.10.29 19시 : 나희경 첫번째 단독콘서트-짧고도 긴 여행 (장소 : 목동방송회관 브로드홀)
- 2012.11.9 20시 : 나희경 콘서트-가깝고 깊게 Vol3 (장소 : 이리카페)
- 2013.2.15 20시 : 나희경 콘서트-가깝고 깊게 Vol4 (장소 : 클럽오뙤르)
- 2013.12.7 18시 : 나희경 2집 발매 기념 쇼케이스 (장소 : 카페 커먼인블루)
- 2014.7.30 18시 30분 : 나희경 마스터클래스 (장소 : 대학로 카페앙코르)
- 2015.1.24 20시 : 나희경 콘서트 바다로 가는길 (장소 : 대학로 SJA홀)
- 2015.10.31 19시 : 나희경 콘서트 FLOW - 몰입 (장소 : 웨스트브릿지)
- 2015.11.20 20시 : COMMON KITCHEN - 기획공연 서른 두 번째 : 나희경 (장소 : 커먼키친 판교)
- 2016.2.27 18시 : 나희경 콘서트 - 제주 (장소 : 에리두 카페 앤 베즈)
- 2016.4.30 19시 : 희경의 방 <만남 : 시즌1/에피소드1> (장소 : 웨스트브릿지 라이브홀)
- 2016.5.21 19시 : 희경의 방 <사랑 : 시즌1/에피소드2> (장소 : 카페 웨스트브릿지)
- 2016.6.18 19시 : 희경의 방 <떠나는 마음: 시즌1/에피소드3> (장소 : 웨스트브릿지 루프탑)
- 2016.9.24 18시 : 희경의 방 in 제주 (장소 : 국립제주박물관)
- 2017.3.25 19시 : 제27회 이목동 그릇 문화공연 (장소 : 판교 이목동 그릇)
- 2017.6.11 18시 : 나희경콘서트 코코넛 보싸(Coconut Bossa) (장소 : 벨로주)
- 2017.10.13 20시 : 희경의 옥탑방 <나희경이 노래하는 소중한 순간의 기록> (장소 : 웨스트브릿지 루프탑)
- 2018.4.8 17시 : 싱어송라이터 나희경 봄, 보사노바(Spring Bossa) (장소 : 삼청로 146)
- 2018.4.13 20시 : Everyday Friday #136 : 나희경 Quiet Night and Quiet Stars (장소 : 커먼키친 판교)
- 2018.10.8 14시 : 올 댓 뮤직 '보컬 나희경' (장소 : 롯데콘서트홀)
- 2018.11.18 18시 : 나희경 앨범발매기념 스페셜 쇼케이스〈Amora〉 (장소 : 홍대 벨로주)
- 2019.6.28 20시, 06.29 18시 : 나희경콘서트 손 내밀면 닿을 듯한 LIVE (장소 : 라이너노트)
- 2023.7.9 15시 : 나희경콘서트 Nossa Bossa (피아노 손소희, 퍼커션 João Paulo da Vale / 장소 : 커먼키친 판교)
- 2025.4.25 19시 30분 : 2025 살롱콘서트 휴 나희경콘서트 (첼로 : 최정욱, 기타 : 박윤우 / 장소 : 인천문화예술회관 복합문화공간)

## 합동 콘서트
- 2010.10.24 : 그랜드 민트 페스티벌 2010 - 보싸다방으로 참여(장소 : 올림픽공원)
- 2012.5.19 : 서울재즈페스티벌 2012(장소 : 올림픽공원 88잔디마당)
- 2012.8.12 : 사운드 러쉬 Vol.1(출연 : 나희경, 바드, 고상지 / 장소 : 홍대 라이브홀 프리즘)
- 2012.11.1 21시 : 뮤콘 서울 2012 (출연: 나희경, 장소 : 에반스 라운지)
- 2013.5.11 19시 : 그대를 듣는다 (출연 : 나희경, 말로, 라퍼커션 / 장소 : 벨로주)
- 2013.6.22 19시 : 홍대앞 그녀들 5 (출연 : 디어클라우드, 나희경, 프롬 / 장소 : 하나투어 브이홀 (구 레진코믹스 브이홀))
- 2013.12.22 아트 콘서트 로맨스多 (출연 : 나희경, 윤서희, 안선영 / 장소 : 베어홀)
- 2014.8.10 17시 : 2014 트라이볼 시즌 콘서트 특별한 일요일 오후 (장소 : 송도 트라이볼)
- 2014.8.30 19시 30분 : 2014 과천토요예술무대 (출연 : 나희경 / 장소 : 과천 시민회관)
- 2015.12.13 18시 30분 : 썬띵(SUNday THING) (출연 : 나희경 / 장소 : 웨스트브릿지)
- 2016.1.30 19시 : 나희경 & 박윤우 트리오 콘서트Remember, dear (출연 : 나희경, 박윤우트리오 / 장소 : LIG아트홀 합정)
- 2016.04.27 19시 30분 : Jazz Around The World 콘서트 (출연 : 나희경, 박윤우트리오 / 장소: 경기도문화의전당 선큰무대)
- 2016.05.28 : 서울재즈페스티벌 2016 (출연 : 나희경 / 장소 : 올림픽공원)
- 2016.7.17 21시 : 오리뉴스 뮤직 페스티벌 (출연 : 나희경 / 장소 : Teatro Municipal Miguel Cury)
- 2016.8.27 21시: 서울 문화의 밤 - 월드 뮤직의 밤(출연 : 나희경 / 장소 : 동대문디자인플라자 DDP 어울림 광장 main stage)
- 2017.8.19 19시 : 아트리움 하우스콘서트 <삼일피서> - 로맨틱 썸머콘서트

(출연 : 박윤우트리오, 나희경 / 장소 : 수원SK아트리움 소공연장)
- 2017.10.7 토 15시 30분~16시 20분 서울숲재즈페스티벌 2017

(출연 : 나희경 [Band Set] 외  / 장소 : 서울숲 Sunset Forest Stage 가족마당)
- 2017.10.22 20시~20시 50분 : Everyday Earthday Festival Earth Concert

(출연 : 나희경 / 장소 : 세종문화회관 중앙계단 뜨락)
- 2018.3.30 22시 : 제36회 라이브 클럽 데이 (출연 : 나희경, 기타 박윤우 / 장소 : 벨로주 홍대)
- 2018.10.6 16시 50분~17시 40분 서울숲재즈페스티벌 2018

(출연 : 나희경 / 장소 : 서울숲 House Of Zazz Stage 아트스탠드)
- 2018.10.19 19시 30분 : Acoustic Rooftop Concert (출연 : 나희경, 마방진 옥상별빛극장 1 / 장소 : 구리아트홀)
- 2018.10.27 15시 : 제 2회 세븐비어페스트 (출연 : 나희경, 하림, 그네와 꽃, 오리엔탈 쇼커스 / 장소 : 세븐브로이 발산역점)
- 2019.5.25 : 2019 노루목 ㅍㅍㅍ페스티벌 (가수 : 나희경, 마더바이브 / 장소 : 고양아람누리 노루목야외극장)
- 2019.8.3 제주아일랜드 재즈페스티벌 2019 (출연 : 나희경 외 /장소 : 플레이스캠프 제주)
- 2025.6.13 금요일N재즈-킹스턴루디스카&나희경 콘서트 (출연 : 나희경퀸텟(보컬&기타 나희경, 기타 박윤우, 첼로 최정욱, 드럼&퍼커션 렉토 루즈), 킹스턴루디스카 /장소 : 경기도 화성시 반석아트홀)

## 게스트로 참여한 공연
- 2015.11.27 20시 : 디바야누스 김가온 with 나희경콘서트 (출연 : 나희경 / 장소 : 디바야누스)
- 2015.12.18 19시 30분 : 유니파이 미니콘서트 12월 어느날 당신과 함께 콘서트(게스트 보컬:나희경 / 장소 : 서교예술실험센터 B1(다목적실))
- 2016.6.26 18시 : 킹스턴 루디스카 콘서트 뮤직 큐레이션콘서트 Vol.6 (출연:나희경 / 장소 : 플랫폼창동61 레드박스)
- 2019.8.17 19시 : 화성시문화재단 오픈더콘서트 7 화성시문화재단 오픈더콘서트 7 Mothervibes&마더바이브 (Special Guest 나희경 / 장소 : 동탄복합문화센터 야외공연장)

## 행사
- 2015.10.23 20시 : CGV 대학로 문화극장 옥탑스테이지 라이브 (출연 : 나희경 / 장소 : CGV 대학로 문화극장 옥탑)
- 2015.10.28 19시 : 문화가 있는 수요일 달려라피아노 (출연 : 나희경 / 장소 : DDP)
- 2015.12.10 19시 : '이야기 콘서트 [토닥] - 고마웠어. 너의 노래' (출연 : 나희경 / 장소 : 웨스트브릿지)
- 2015.12.14 19:30 : 책과 사람이 만나는 시간 심야 소책방(출연 : 나희경 / 장소 : 에이바이봄)
- 2015.12.20 18:00 : PBC 평화방송 특별기획 청년실업타파 3부작, 제 3부 청춘 토크 콘서트 '나다움' (출연 : 나희경 / 장소 : 마리아홀 명동성당 1898광장)
- 2016.10.15 16시 : 세종예술시장 소소 (장소 : 세종문화회관 예술정원)
- 2017.5.14 17시 : The Selby House : #즐거운_나의_집 SUNDAY LIVE: 나희경 콘서트 (출연 : 나희경 / 장소 : 대림미술관)
- 2017.7.21 18시 : 강릉 재즈프레소 페스티벌

(출연 : 나희경 with 박윤우 / 장소 : 안목 보사노바)
- 2017.7.23 18시 : 강릉 재즈프레소 페스티벌

(출연 : 나희경 with 황이현 / 장소 : 안목 커피커퍼 2호점)
- 2018.10.13 토 15시 : Play Ground Unlimited Playground Brewery 플레이그라운드 브루어리 (가수 : 나희경 / 장소 : 플레이그라운드 브루어리)
- 2018.12.31 23시 30분 : 라운드 미드나잇 2018 Year-end (출연 : 나희경, 전진희, 송형석 / 장소 : 파주출판도시 지혜의 숲)
- 2022.5.6 20시 : 서울장미축제 로즈뮤직페스타 (출연 : 나희경밴드 (기타 박윤우, 피아노 손소희, 콘트라베이스 김봉관, 드럼 렉토 루즈 / 장소 : 중화체육공원 자전거교육장 <장미성>)
- 2022.12.17 16시 : 송년콘서트 “한겨울의 판타지아” - Winter Bossa, We Nova (겨울의 보사노바, 새로운 우리)  (출연 : 나희경 (기타 박윤우, 첼로 최정욱 / 장소 : 의정부 음악도서관 1층 오픈스테이지)
- 2024.9.21 14시 : 나희경 5집 BOSSA 발매 기념 서울레코드페어 쇼케이스 (출연 : 나희경, 기타 박윤우) (장소 : 문화비축기지)